# Radio Television Brunei
Radio Television Brunei  (RTB), früher Radio Televisyen Brunei, ist die staatliche Rundfunkanstalt in Brunei. Sie nimmt die Position des Öffentlich-rechtlichen Rundfunks ein und untersteht dem Büro des Premierministers.
Unter dem Namen Radio Brunei begann RTB seinen Sendebetrieb am 2. Mai 1957. Am 1. März 1975 fand die Umbenennung in Radio Televisyen Brunei statt.
RTB wird von einem Direktor geleitet, der von jeweils einem Vizedirektor für Entwicklung und Betrieb unterstützt wird. Das Unternehmen gliedert sich in fünf Hauptbereiche:
- Technischer Dienst
- Übertragungs- und Netzwerkkontrolle
- Radio-Programme: ein nationaler Hörfunksender und vier Regionalsender
- Fernsehprogramme: fünf Fernsehkanäle RTB1–RTB5
- Nachrichten und Aktuelles